# Philip Jones (almirante)
Philip Andrew Jones (Bebington, Inglaterra; 14 de febrero de 1960) es un almirante retirado de la Marina Real británica. Entre 2016 y 2019 fue primer lord del Mar y jefe del Estado Mayor Naval de Reino Unido. Ha sido nombrado caballero comendador de la Orden del Baño y ayudante de campo de la reina Isabel II.

## Biografía
Nació el 14 de febrero de 1960 en Bebington, en el condado inglés de Cheshire. Jones estudió en la Birkenhead School, y se unió a la Marina Real en 1978, estudiando en el Britannia Royal Naval College de Dartmouth y geografía en el Mansfield College de Oxford.
Después de su graduación, Jones fue destinado al Atlántico Sur, donde sirvió en el buque de asalto anfibio HMS Fearless en 1982, durante la guerra de las Malvinas. Más tarde sirvió en el yate de la familia real HMY Britannia, en el portaaviones HMS Invincible durante las maniobras Orient '92 en Extremo Oriente, y en su entonces buque hermano, el HMS Ark Royal durante la Operación Grapple (guerra de Bosnia) en el mar Adriático en 1993.
Jones fue ascendido a comandante, al mando de la fragata HMS Beaver (1994-1996). De 1997 a 1998 desempeñó funciones en el Ministerio de Defensa de Reino Unido durante la Revisión Estratégica de Defensa. Después estuvo a mando de la fragata HMS Coventry como capitán (1999-2001).
En 2004 dirigió el Grupo Operativo Anfibio como comodoro y en 2006 las Fuerzas Marítimas del Reino Unido como contraalmirante.
Jones regresó al Ministerio de Defensa como asistente del jefe de Personal Naval para la Revisión Estratégica de Defensa y Seguridad 2010 y la Revisión de la Reforma de la Defensa de 2011.
Fue ascendido a vicealmirante en diciembre de 2011, desempeñando los cargos de comandante adjunto de la Flota, jefe del Estado Mayor del Comando de la Marina y jefe de la Guerra Naval. En noviembre de 2012 Jones se convirtió en comandante de la Flota y jefe adjunto del Estado Mayor Naval.
El 8 de abril de 2016 fue nombrado primer lord del Mar y jefe del Estado Mayor Naval. Ocupó estos cargos hasta el 19 de junio de 2019, cuando fue relevado por Tony Radakin.